# Mont Pelée
A Mont Pelée (röviden Mt. Pelée, franciául: Montagne Pelée, jelentése kopasz hegy) egy aktív tűzhányó Martinique szigetének északi végén. A karibi Kis-Antillák vulkáni láncának tagja, egy tipikus szubdukciós zóna terméke. Vulkáni kúpja megszilárdult láva és megkeményedett vulkáni hamu rétegeiből épül fel. A tűzhányó napjainkban nem mutat számottevő aktivitást, szunnyad. Legutóbbi aktivitására 1929–1932 között került sor.

## Az 1902-es kitörés
A tűzhányó leginkább 1902-ben történt kitöréséről híres, amely a korai 20. század legpusztítóbb vulkánkitörése volt, becslések szerint körülbelül 30 000 áldozattal. A legtöbben az óriási erejű piroklaszt ár következtében vesztették életüket, amely a kitörés után perceken belül elpusztította Saint-Pierre városát (az akkori legnagyobb települést a szigeten). Az 1902. május 8-án bekövetkezett fő kitörést a katasztrófa közvetlen közelében tartózkodók közül mindössze két ember élte túl: Louis-Auguste Cyparis egy rosszul szellőző börtöncellában raboskodott, Léon Compère-Léandre pedig a város szélén tartózkodott, ő súlyos égési sérülésekkel, de el tudott menekülni. Túlélőként tartják számon továbbá a Havivra Da Ifrile nevű fiatal lányt, aki a kitörést követően egy csónakkal menekült el, őt a parttól 3 kilométerre, eszméletlenül találták meg. Ez az esemény volt Franciaország, és annak valamennyi tengerentúli területének egyetlen súlyos tűzhányókatasztrófája.

## Élővilág
Az Allobates chalcopis békafaj endemikus faja a tűzhányónak.

## Fordítás
Ez a szócikk részben vagy egészben  a   Mount Pelée című angol Wikipédia-szócikk ezen változatának fordításán alapul.  Az eredeti cikk szerkesztőit annak laptörténete sorolja fel. Ez a jelzés csupán a megfogalmazás eredetét és a szerzői jogokat jelzi, nem szolgál a cikkben szereplő információk forrásmegjelöléseként.